# Synagoge (Bodenfelde)

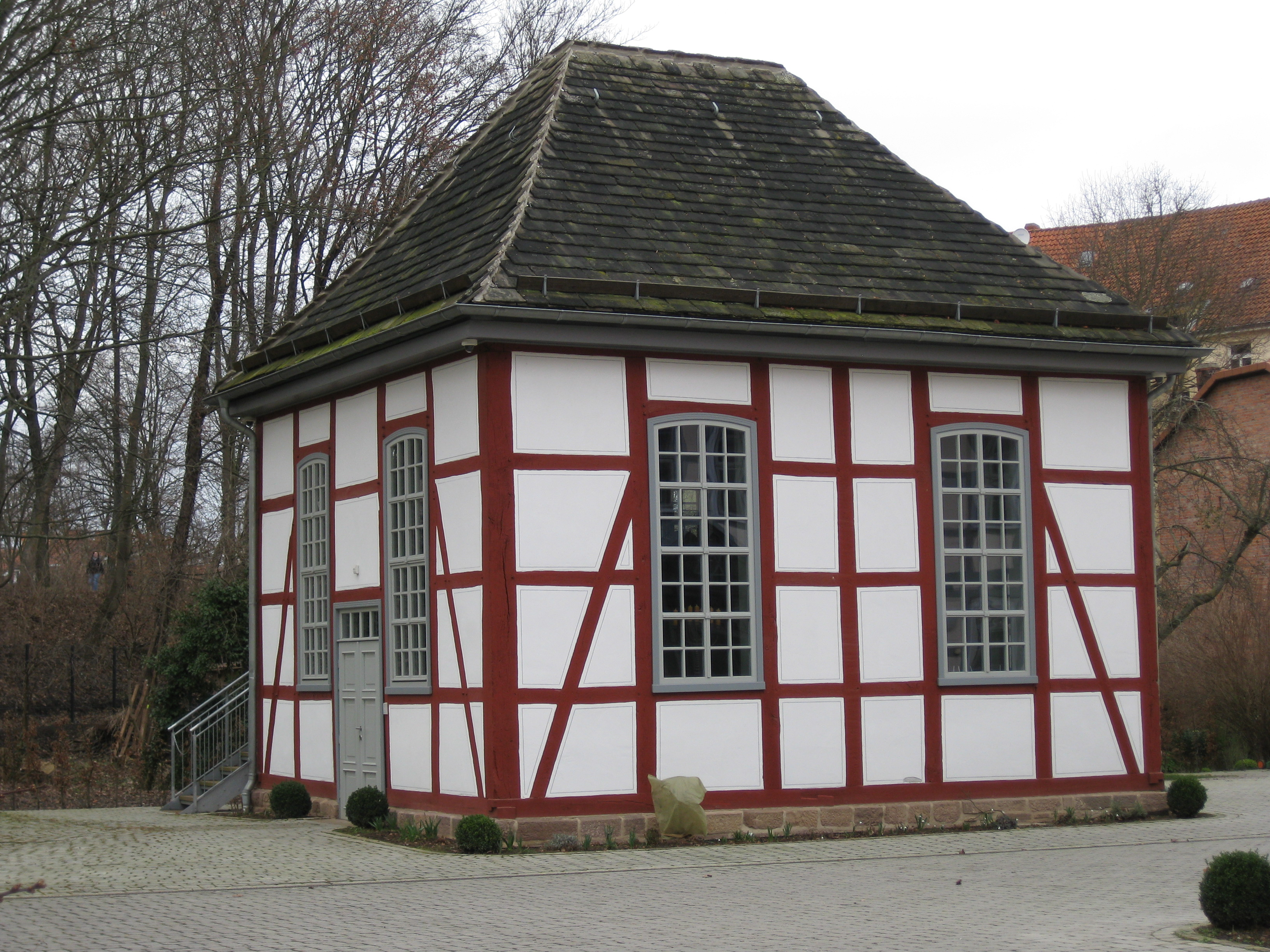
Die Bodenfelder Synagoge in Göttingen, Ansicht von Südosten (2014)

Die Synagoge in Bodenfelde, einer Gemeinde im Landkreis Northeim in Niedersachsen, befand sich in der Mühlenstraße 24 in Bodenfelde auf einem Hofgrundstück und steht seit 2008 in der Angerstraße 14 in der Stadt Göttingen.

## Beschreibung
Die Synagoge ist ein Fachwerkbau mit fast quadratischem Grundriss von etwa 8 Metern Seitenlänge, der mit einem Walmdach und Sandsteinplattendach gedeckt ist. Das Innere, das 50 bis 60 Personen Platz bietet, ist ein stützenloser Saal mit einer Frauenempore im Westen, die von einer stählernen Außentreppe erschlossen wird.

## Geschichte

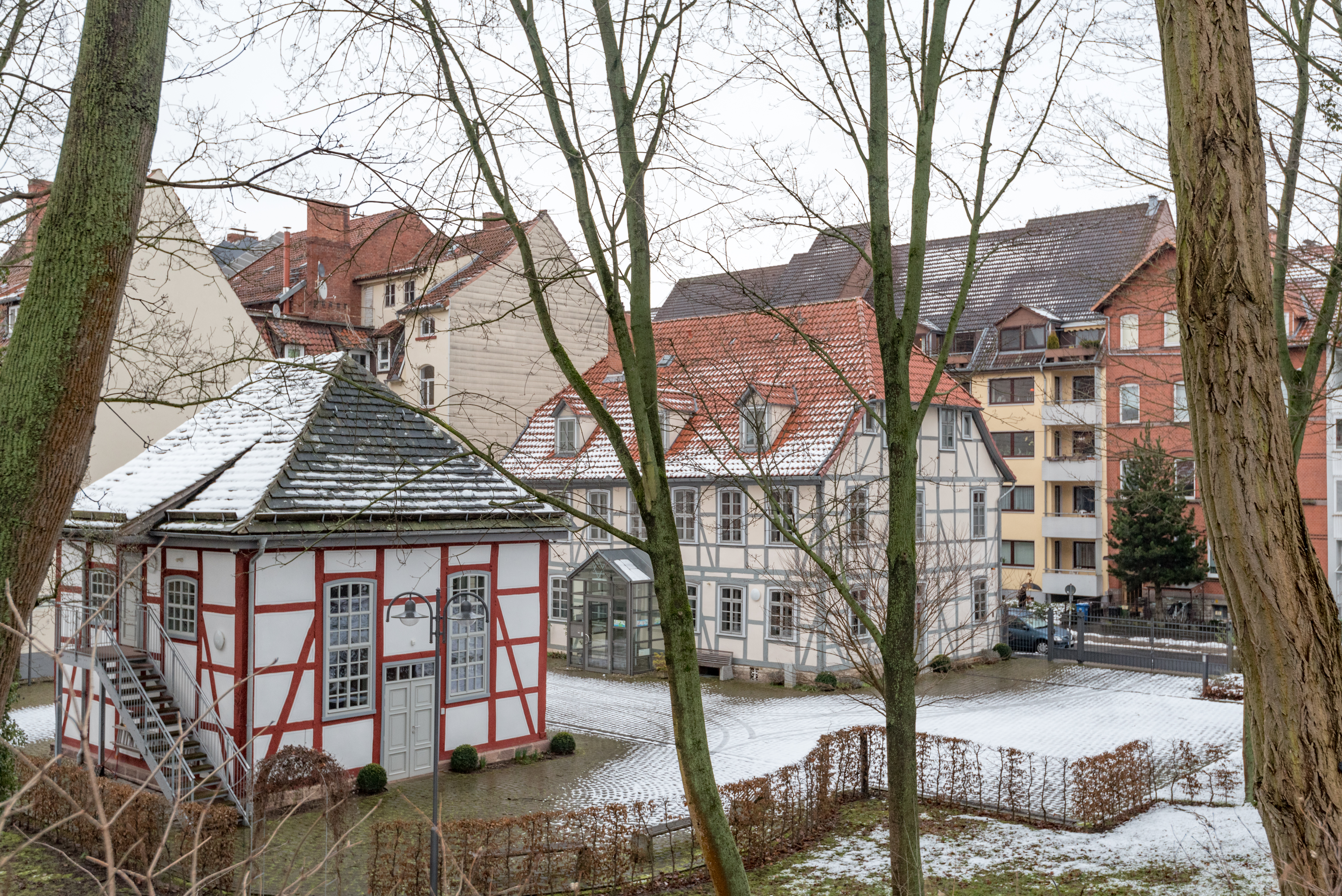
Die Synagoge in Göttingen, Blick vom Stadtwall herunter in den Gemeindegarten, im Hintergrund das Gemeindehaus Angerstraße 14 (2018)

Ursprünglich war die Synagoge 1825 als Fachwerkbau auf einem Hofgrundstück in Bodenfelde errichtet worden, wo sie sich von den Wohn- und Wirtschaftsgebäuden des Ortes nur durch die hohen Fenster unterschied. Konstruktion und Gestaltung waren zeittypisch, ebenso wie die rückwärtige Lage, wofür es niedersächsische Vergleichsbeispiele in Dransfeld, Einbeck und Celle gibt. Das ursprüngliche innere Erscheinungsbild ist nicht genau bekannt. Auf der Ostseite stand der Toraschrein und im Zentrum stand wahrscheinlich die typische Bühne mit dem Pult zur Toralesung. Im Erdgeschoss saßen die Männer, während die Frauen auf einer im Westteil angebrachten Empore Platz nahmen, die über eine Außentreppe erreichbar war. 1925 fand eine letzte Renovierung und Neuausmalung statt.
Die Synagogengemeinde Uslar-Bodenfelde-Lippoldsberg wurde in der Zeit des Nationalsozialismus zwangsweise aufgelöst. Die Synagoge mit ihrer baufesten Ausstattung wurde 1937 „arisiert“, indem sie an einen Bodenfelder Schuhmacher verkauft und fortan als Werkstatt und Lagerschuppen genutzt wurde. So überstand das Gebäude die Novemberpogrome 1938. Nach 1945 erfolgte eine Nutzung als Scheune. Empore und Außentreppe wurden entfernt und große Scheunentore eingefügt. Die Ausstattung war verloren gegangen. So war das inzwischen als Baudenkmal geschützte Synagogengebäude seit den 1980er Jahren vom Verfall bedroht.

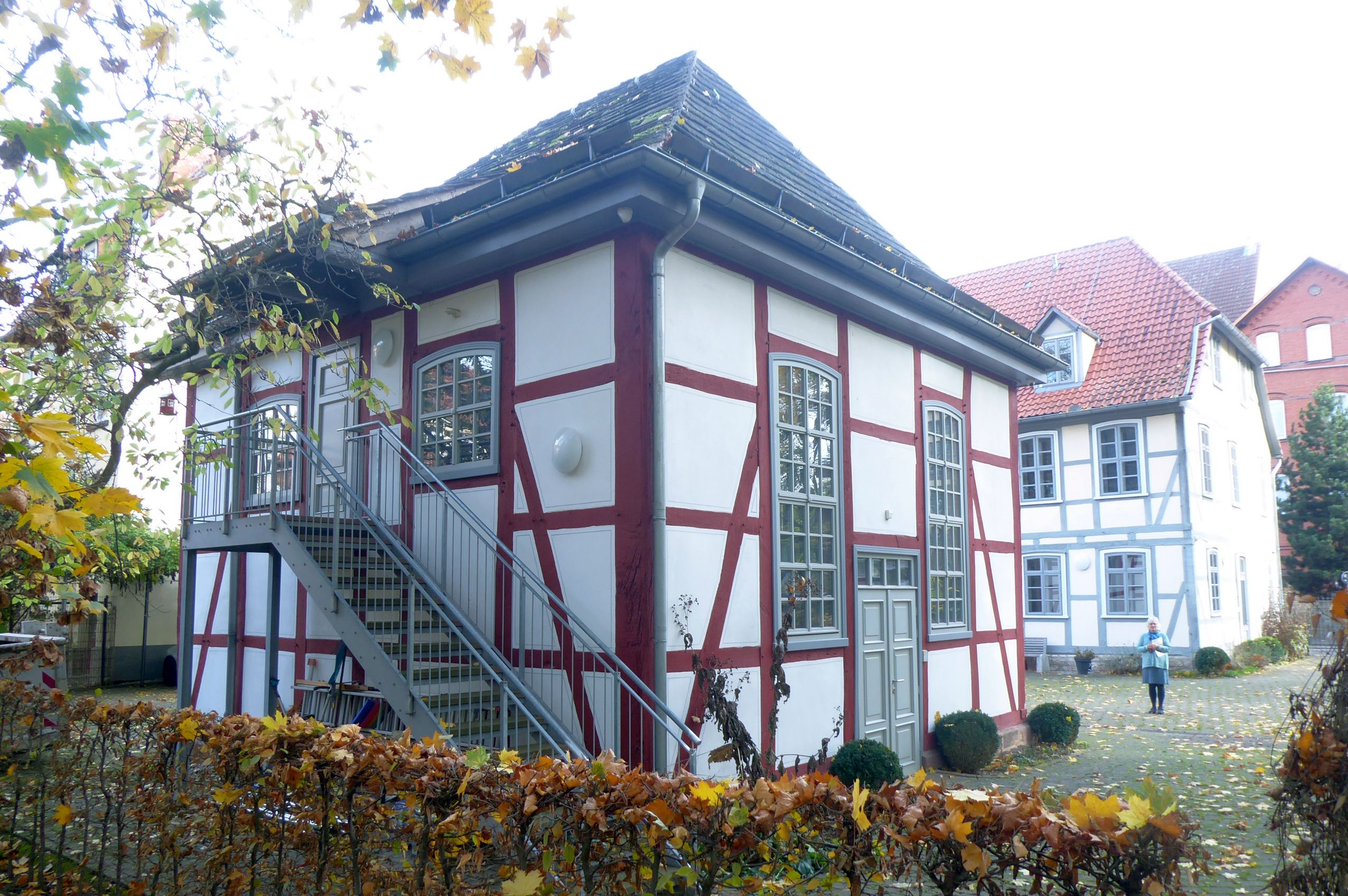
Ansicht von Südwesten, mit der außenliegenden, neuen Stahltreppe zur Frauenempore (2022)

Im Umfeld der 1994 wiedergegründeten Jüdischen Gemeinde in Göttingen bemühte sich seit 1996 der „Förderverein Jüdisches Zentrum Göttingen“ um eine Rettung der Bodenfelder Synagoge, indem man einen Abbau und Wiederaufbau (Translozierung) auf einem neu erworbenen Grundstück in der Göttinger Altstadt anstrebte. Als Standort ausersehen wurde der rückwärtige Garten des jüdischen Gemeindehauses Angerstraße 14, eines barocken Fachwerkhauses, das zuvor als Gemeindehaus der evangelisch-lutherischen Mariengemeinde diente. 1998 kaufte der Förderverein das Bodenfelder Gebäude. 2006 erfolgten der Abbau und die Zerlegung des Gebäudes in Bodenfelde, was zugleich den Verlust der Denkmaleigenschaft mit sich brachte, allerdings auch Möglichkeiten für eine Anpassung des Gebäudes ergab. Die Wiedereinweihung als Synagoge der Jüdischen Gemeinde Göttingen wurde 2008 wurde am 70. Jahrestag der Novemberpogrome gefeiert.